# Awbere
Awbere (auch Aw Barre, Au Barre; Amharisch አውበሬ Awberē) ist ein Ort in der Jijiga-Zone der Somali-Region Äthiopiens. Es ist Hauptort der Woreda Awbere und liegt nahe der Grenze zu Nordsomalia/Somaliland auf einer Höhe von rund 1550 m.
Nach Angaben der Zentralen Statistikagentur Äthiopiens für 2005 hatte Awbere 35.977 Einwohner. 1997 waren von 24.125 Einwohnern 64,72 % Somali und 34,83 % Ausländer aus Somalia.
Von 1991 bis 2001 bestand in der Nähe ein Flüchtlingslager namens Teferi Ber. Dieses beherbergte – ebenso wie das Lager von Derwonaji – vor allem Angehörige des Gadabursi-Dir-Clans aus Nordsomalia, die vor Kämpfen zwischen der SNM des Isaaq-Clans und lokalen Milizen geflohen waren. Die Einwohnerzahl lag anfangs bei bis zu 98.000, im September 1994 war sie auf rund 41.000 gesunken, da nach einer Beruhigung der Lage ein Teil der Flüchtlinge zurückkehrte und durch Überprüfungen lokale Somali, die sich unter die Flüchtlinge gemischt hatten, ausgeschlossen wurden. Am 30. Juni 2001 konnten Derwonaji und Teferi Ber geschlossen werden, da die meisten Flüchtlinge selbständig oder durch organisierte Rückkehrprogramme zurückgekehrt waren.
2007 eröffnete das UNHCR erneut ein Lager bei Awbere, um neu angekommene Flüchtlinge aus Süd- und Zentralsomalia unterzubringen. Dieses Lager erhielt den Namen Awbere. Ein weiteres Lager kam 2008 im nahegelegenen Sheder hinzu.